# کاواتاونگ

کاواتاونگ (برمه‌ای: ကော့သောင်ခရိုင်) یک بخش (تقسیم کشوری) از ناحیه تانینتاریی میانمار است. مساحت این ناحیه ۹۱۷۸ کیلومتر مربع است و طبق سرشماری سال ۲۰۱۴ جمعیت آن ۲۲۱٬۷۳۸ نفر بوده‌است.